# Fotbalový pohár Republiky srbské
Fotbalový pohár Republiky srbské (srbskou cyrilicí Kуп Peпубликe Cpпcкe, srbskou latinkou Kup Republike Srpske) je vyřazovací fotbalová soutěž v Republice srbské, srbského etnického území ve federativní Bosně a Hecegovině. První ročník byl odehrán v roce 1993.

## Finálové zápasy
| Rok     | Finalisté                                    | Výsledek       |
| 2007/08 | FK Slavija - Borac Banja Luka                | 3:2            |
| 2006/07 | FK Modriča - FK Radnik Bijeljina             | 2:1            |
| 2005/06 | Slavija Istočno Sarajevo - FK Rudar Prijedor | 3:2            |
| 2004/05 | FK Jedinstvo Brčko - FK Sloga Doboj          | 3:2            |
| 2003/04 | FK Leotar Trebinje - FK Modriča              | 0:0 pp 6:5     |
| 2002/03 | FK Jedinstvo Brčko - FK Modriča              | 1:0            |
| 2001/02 | FK Leotar Trebinje - FK Kozara Gradiška      | 2:1            |
| 2000/01 | FK Kozara Gradiška - FK Boksit Milići        | 3:0            |
| 1999/00 | FK Kozara Gradiška - FK Sloboda Novi Grad    | 1:0            |
| 1998/99 | FK Rudar Ugljevik - FK Sloga Trn             | 0:0 pp 4:3     |
| 1997/98 | FK Rudar Ugljevik - FK Boksit Milići         | 0:0 pp 4:2     |
| 1996/97 | FK Sloga Trn - FK Sarajevo Pale              | 1:0            |
| 1995/96 | Borac Banja Luka - FK Jedinstvo Brčko        | 1:0,1:2 pp 2:2 |
| 1994/95 | Borac Banja Luka - FK Rudar Prijedor         | 3:2,2:2 pp 5:4 |
| 1993/94 | FK Kozara Gradiška - FK Sloga Doboj          | 0:0 pp 7:6     |